# گیس (حاجی‌آباد)
گیس (حاجی‌آباد)، روستایی از توابع بخش مرکزی شهرستان حاجی‌آباد در استان هرمزگان ایران است. 
این روستا در دهستان در آگاه قرار دارد و بر اساس سرشماری مرکز آمار ایران در سال ۱۳۸۵، جمعیت آن ۷۲۱ نفر (۱۷۰خانوار) است.
روستای گیس داری آبشار بسیار زیبا و قلعه‌ای بزرگ در دل کوه است که زیبایی بسیاری به این روستا داده است.اما عجیب‌ترین چیز در روستای گیس گودالی بسیار عمیق و بزرگ است که انتهای آن مشخص نیست و مردم این روستا اعتقاد دارند که این گودال حاصل برخورد شهاب سنگ به این منطقه است و به این گودال جهنم می‌گویند و داستان‌های زیادی پیرامون این گودال از نسل‌های گذشته وجود دارد.
بافت قدیم روستای گیس بصورت پلکانی در دامنه کوه و متصل به قلعه بوده است و بهنگام خطر؛ مردم را به قلعه می بردند و با توجه به داشتن چشمه در قلعه می‌توانستند چندین روز را در آنجا سپری کنند
روستای گیس دارای درختان انجیر، انگور، بادام و بنه در سطح بسیار وسیعی در دل کوه و بر روی کوه می‌باشد و نکته دارای اهمیت در مورد این محصولات: کشت تمام ارگانیک این محصولات است که بصورت دیم کشت می شوند و با بارش باران بدون هیچگونه آبیاری و کود تغذیه می شوند که سبب شده است روستای گیس محصولی متمایز به بازار عرضه کند
یکی از مکان هایی که در این منطقه و در فصل بهار چشم انداز بسیار زیبایی دارد باغات روستای گیس است این  که در فصل بهار شکوفه های درخت بادام  تن پوشی سراسر سفید رنگ به تن می کند و زیبایی بی بدیلی را به نمایش می گذارد.